# Monosyntaxis affinis
Monosyntaxis affinis là một loài bướm đêm thuộc phân họ Arctiinae, họ Erebidae.